# Kieszonkowe Turnie

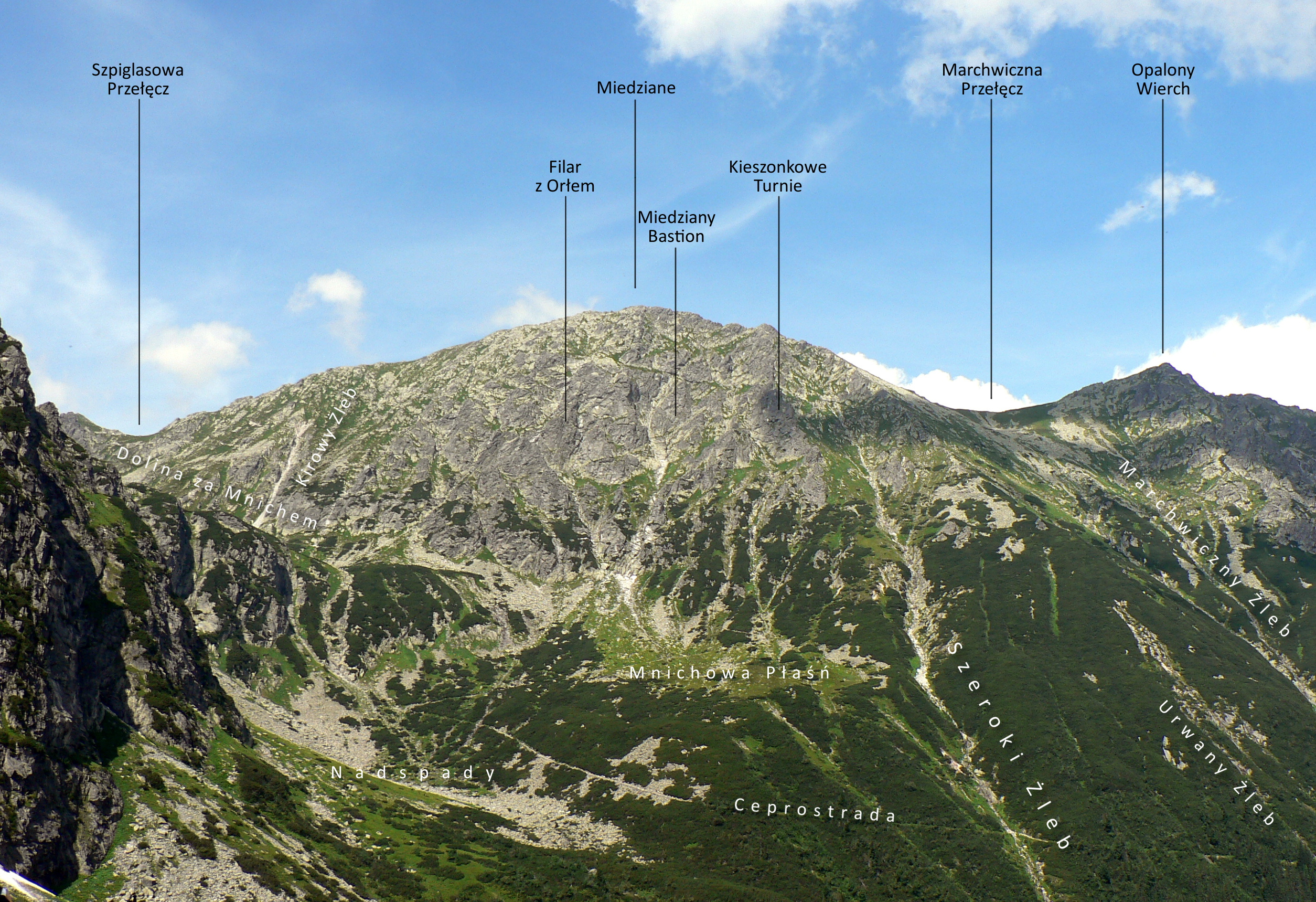
Widok na Kieszonkowe Turnie znad Czarnego Stawu pod Rysami

Kieszonkowe Turnie – grupa skał i turni na południowo-wschodnich stokach Miedzianego w polskich Tatrach Wysokich. Tworzą rozgałęzioną grań opadającą od zwornika 2186 m w grani Miedzianego do wysokości ok. 1890 m. Początkowo w najwyższej części jest to jedna grań. Na Wyżnim Kieszonkowym Przechodzie Kieszonkowe Turnie rozgałęziają się na dwie granie; prawa (patrząc od dołu) stanowi ograniczenie górnej części Szerokiego Żlebu. Jest to główna grań Kieszonkowych Turni. W dolnej części przecięta jest przełączką zwaną Kieszonkowym Przechodem. Lewa odnoga tworzy ograniczenie głównego żlebu na południowo-wschodniej ścianie Miedzianego. W jej najniższej części wznosi się dobrze widoczna z Ceprostrady turnia zwana Miedzianą Pałą. Pomiędzy nimi jest rozszerzająca się ku dołowi depresja opadająca do Ceprostrady i na Mnichową Płaśń. Przecięta jest 5 wąskimi żlebkami oddzielonymi od siebie porośniętymi kosodrzewiną grzędami.
Obydwie odnogi Kieszonkowych Turni przecięte są systemem niemal poziomych półek i zachodów. Są to Kieszonkowa Ławka oraz Wyżnia Kieszonkowa Ławka. Obydwie te nazwy, jak również nazwy: Kieszonkowy Przechód, Wyżni Kieszonkowy Przechód i Miedziana Pała, są autorstwa Władysława Cywińskiego.
Łatwiejsze fragmenty lewej odnogi Kieszonkowych Turni były przechodzone przez pasterzy i górników jeszcze w czasach przedturystycznych, pozostałe trudniejsze fragmenty (II-IV stopień w skali trudności UIAA) przechodzili taternicy w wielu ratach oddzielonych czasowo. Pierwsze (prawdopodobnie) przejście prawą, główną odnogą (VI stopień w skali trudności UIAA): Krzysztof Gardyna i Tomasz Kohler 20 czerwca 2000. Było to przejście ściśle granią. Wcześniej podobną drogą szedł w latach 60. Janusz Kurczab, oceniając przejście na V+. Obecnie w rejonie Miedzianego wspinaczka jest zabroniona.